# 23699 Paulgordan
23699 Paulgordan este un asteroid din centura principală de asteroizi.

## Descriere
23699 Paulgordan este un asteroid din centura principală de asteroizi. A fost descoperit pe 8 iulie 1997 la Prescott (Arizona) de Paul G. Comba. Asteroidul prezintă o orbită caracterizată de o semiaxă mare de 3,15 ua, o excentricitate de 0,16 și o înclinație de 15,5° în raport cu ecliptica.